# Aglaoschema concolor
Aglaoschema concolor là một loài bọ cánh cứng trong họ Cerambycidae.